# 던지네스
던지네스(영어: Dungeness, UK: i/ˌdʌndʒəˈnɛs/, UK: /ˌdʌndʒˈnɛs/)는 영국 잉글랜드 켄트주 해안에 있는 헤드랜드로, 대부분 첨두 곶 형태의 역빈으로 이루어져 있다. 이곳은 넓은 저지대인 롬니 습지를 보호한다. 던지네스에는 던지네스 원자력 발전소, 던지네스 작은 마을, 그리고 같은 위치에 생태 유적지가 있다. 이곳은 리드의 민간 교구 내에 위치한다.

## 어원
던지네스의 이름은 "덴지 습지의 곶"을 의미하며, 근처의 덴지 습지를 가리킨다. 이 습지는 774년에 덴지메르스크(Dengemersc)로 처음 언급되었다. 그 이름은 고대 영어 denn *gē mersc에서 "목초지 지역의 습지"를 의미하거나, 고대 영어 dyncge mersc에서 "비료를 준 땅이 있는 습지"를 의미할 수 있다.

## 자연

### 생태
던지네스는 유럽에서 가장 넓은 역빈 지대 중 하나이다. 이곳은 지형학, 식물 및 무척추동물 군집, 조류 생활에 있어 국제적으로 보전 가치가 높다. 이는 국립 자연 보호구역(NNR), 특별 보호 지역(SPA), 특별 보전 지역(SAC) 및 특별 과학 흥미 지역(SSSI)의 일부인 던지네스, 롬니 습지 및 라이 베이로 지정되어 보호받고 있다.
던지네스에는 600종이 넘는 다양한 식물을 포함하여 놀라운 야생 생물이 서식하고 있으며, 이는 영국 전체에서 발견되는 식물의 3분의 1에 해당한다. 이곳은 나방, 벌, 딱정벌레, 거미와 같은 무척추동물을 찾는 데 영국에서 가장 좋은 장소 중 하나이며, 이들 중 다수는 매우 희귀하며 일부는 영국 어디에서도 발견되지 않는다.
덴지 해변의 기수와 담수 모두에 있는 침수된 자갈 채석장은 많은 철새와 해안 조류 종에게 중요한 피난처를 제공한다. RSPB는 이곳에 조류 보호 구역을 운영하고 있으며, 매년 수천 명의 조류 관찰자들이 이 반도와 조류 관측소를 방문한다.
이 지역의 가장 주목할 만한 특징 중 하나는 "더 패치(the patch)" 또는 낚시꾼들 사이에서 "더 보일(the boil)"로 알려진 지역이다. 던지네스 원자력 발전소에서 나오는 폐열수가 두 개의 배수관을 통해 바다로 배출되어 해저의 생물학적 생산성을 높이고 수 마일 떨어진 곳에서 바닷새들을 끌어들인다.
겨울에는 대구 낚시 장소로 전국적으로 유명하여 던지네스에서는 해변 낚시가 인기가 많다.
이전에는 던지네스가 강수량이 너무 적어 영국에서 유일한 사막으로 분류될 수 있다고 보고되었으나, 2015년 기상청 대변인은 이를 반박했다.

### 기후
던지네스의 기후는 온화하고 대체로 따뜻하고 온화하다. 일 년 내내 상당한 강수량이 있다. 연평균 기온은 10.8 °C (51.4 °F)이다. 강수량은 연간 평균 715 밀리미터 (28.1 in)이다. 이 기후의 쾨펜의 기후 구분 아형은 "Cfb" (해양 서안 기후/해양성 기후)이다.

| 던지네스 기상관측소, 1991−2020 평균의 기후 | 던지네스 기상관측소, 1991−2020 평균의 기후 | 던지네스 기상관측소, 1991−2020 평균의 기후 | 던지네스 기상관측소, 1991−2020 평균의 기후 | 던지네스 기상관측소, 1991−2020 평균의 기후 | 던지네스 기상관측소, 1991−2020 평균의 기후 | 던지네스 기상관측소, 1991−2020 평균의 기후 | 던지네스 기상관측소, 1991−2020 평균의 기후 | 던지네스 기상관측소, 1991−2020 평균의 기후 | 던지네스 기상관측소, 1991−2020 평균의 기후 | 던지네스 기상관측소, 1991−2020 평균의 기후 | 던지네스 기상관측소, 1991−2020 평균의 기후 | 던지네스 기상관측소, 1991−2020 평균의 기후 | 던지네스 기상관측소, 1991−2020 평균의 기후 |
| 월                                         | 1월                                        | 2월                                        | 3월                                        | 4월                                        | 5월                                        | 6월                                        | 7월                                        | 8월                                        | 9월                                        | 10월                                       | 11월                                       | 12월                                       | 연간                                       |
| ------------------------------------------ | ------------------------------------------ | ------------------------------------------ | ------------------------------------------ | ------------------------------------------ | ------------------------------------------ | ------------------------------------------ | ------------------------------------------ | ------------------------------------------ | ------------------------------------------ | ------------------------------------------ | ------------------------------------------ | ------------------------------------------ | ------------------------------------------ |
| 일평균 최고 기온 °C (°F)                   | 8.2 (46.8)                                 | 8.3 (46.9)                                 | 10.0 (50.0)                                | 12.5 (54.5)                                | 15.0 (59.0)                                | 17.8 (64.0)                                | 19.9 (67.8)                                | 20.3 (68.5)                                | 18.9 (66.0)                                | 15.6 (60.1)                                | 11.6 (52.9)                                | 8.8 (47.8)                                 | 13.9 (57.0)                                |
| 일평균 최저 기온 °C (°F)                   | 3.3 (37.9)                                 | 3.2 (37.8)                                 | 4.5 (40.1)                                 | 6.3 (43.3)                                 | 9.0 (48.2)                                 | 11.7 (53.1)                                | 14.0 (57.2)                                | 14.4 (57.9)                                | 12.5 (54.5)                                | 9.8 (49.6)                                 | 6.4 (43.5)                                 | 3.8 (38.8)                                 | 8.3 (46.9)                                 |
| 평균 강수량 mm (인치)                      | 71.6 (2.82)                                | 48.9 (1.93)                                | 41.9 (1.65)                                | 51.9 (2.04)                                | 44.5 (1.75)                                | 46.1 (1.81)                                | 47.3 (1.86)                                | 56.6 (2.23)                                | 62.5 (2.46)                                | 80.1 (3.15)                                | 88.7 (3.49)                                | 75.0 (2.95)                                | 715.0 (28.15)                              |
| 출처: Met Office                           |                                            |                                            |                                            |                                            |                                            |                                            |                                            |                                            |                                            |                                            |                                            |                                            |                                            |

## 건물

### 등대

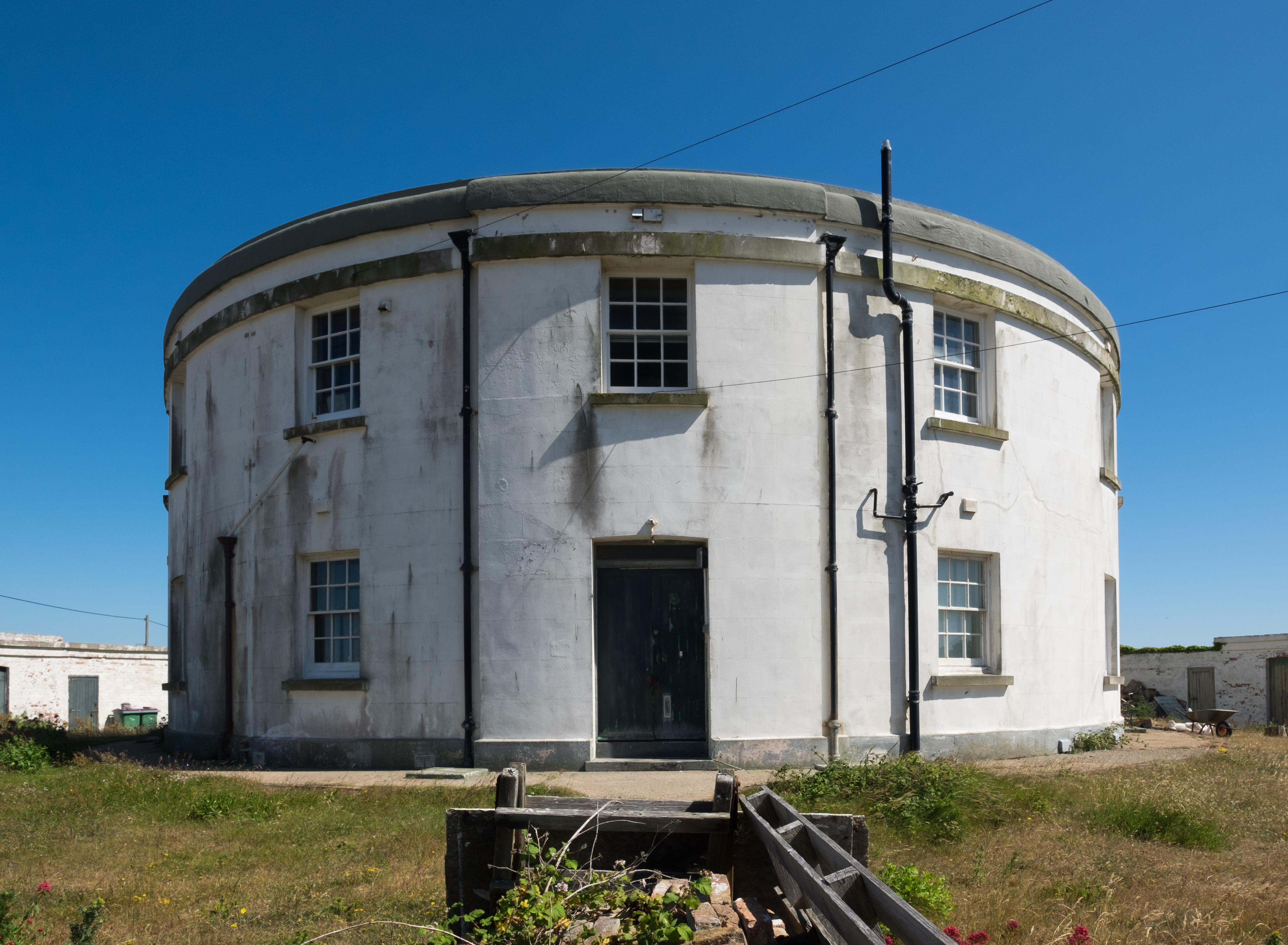
1904년 등대가 대체한 후 1792년 등대의 첫 두 층으로 만들어진 등대 관리인의 주거지

던지네스에는 5개의 높은 등대와 2개의 낮은 등대, 총 7개의 등대가 있었으며, 이 중 다섯 번째 높은 등대는 오늘날에도 여전히 완전히 작동하고 있다. 처음에는 선원들에게 경고하기 위해 봉화만 사용되었으나, 1615년에 높이 11 m (35 ft)의 목재 등대로 대체되었다. 바다가 물러나면서, 1635년에는 램플로우의 탑(Lamplough's Tower)으로 알려진, 물가에 더 가까운 새로운 등대로 대체되었는데, 이 등대는 높이가 약 34 m (110 ft)였다.
자갈이 더 많이 쌓이면서 1792년 새뮤얼 와이어트가 바다 근처에 새롭고 현대적인 등대를 지었다. 이 등대는 높이 35 m (116 ft)였고 세 번째 에디스톤 등대와 같은 디자인이었다. 19세기 중반부터는 낮에 더 잘 보이도록 흰색 띠가 있는 검은색으로 칠해졌으며, 비슷한 색상은 이후 이곳의 등대에도 적용되었다. 이 등대는 1904년에 철거되었지만, 등대 탑의 기저 주변에 원형으로 지어진 등대 관리인의 숙소는 여전히 존재한다.
1901년에는 네 번째 등대인 하이 라이트 타워(High Light Tower) 건설이 시작되었다. 이 등대는 1904년 3월 31일 처음 점등되었으며 오늘날에도 여전히 서 있다. 더 이상 등대로 사용되지는 않지만, 방문객 명소로 개방되어 있다. 원형의 벽돌 구조물로, 높이 46 m (150 ft)에 지면에서 직경 11 m (36 ft)이다. 169개의 계단이 있으며 방문객들에게 자갈 해변의 좋은 전망을 제공한다.
바다가 더 물러나고 1904년 등대의 빛을 가리는 원자력 발전소가 건설된 후, 다섯 번째 등대인 던지네스 등대가 건설되었다.

### 발전소

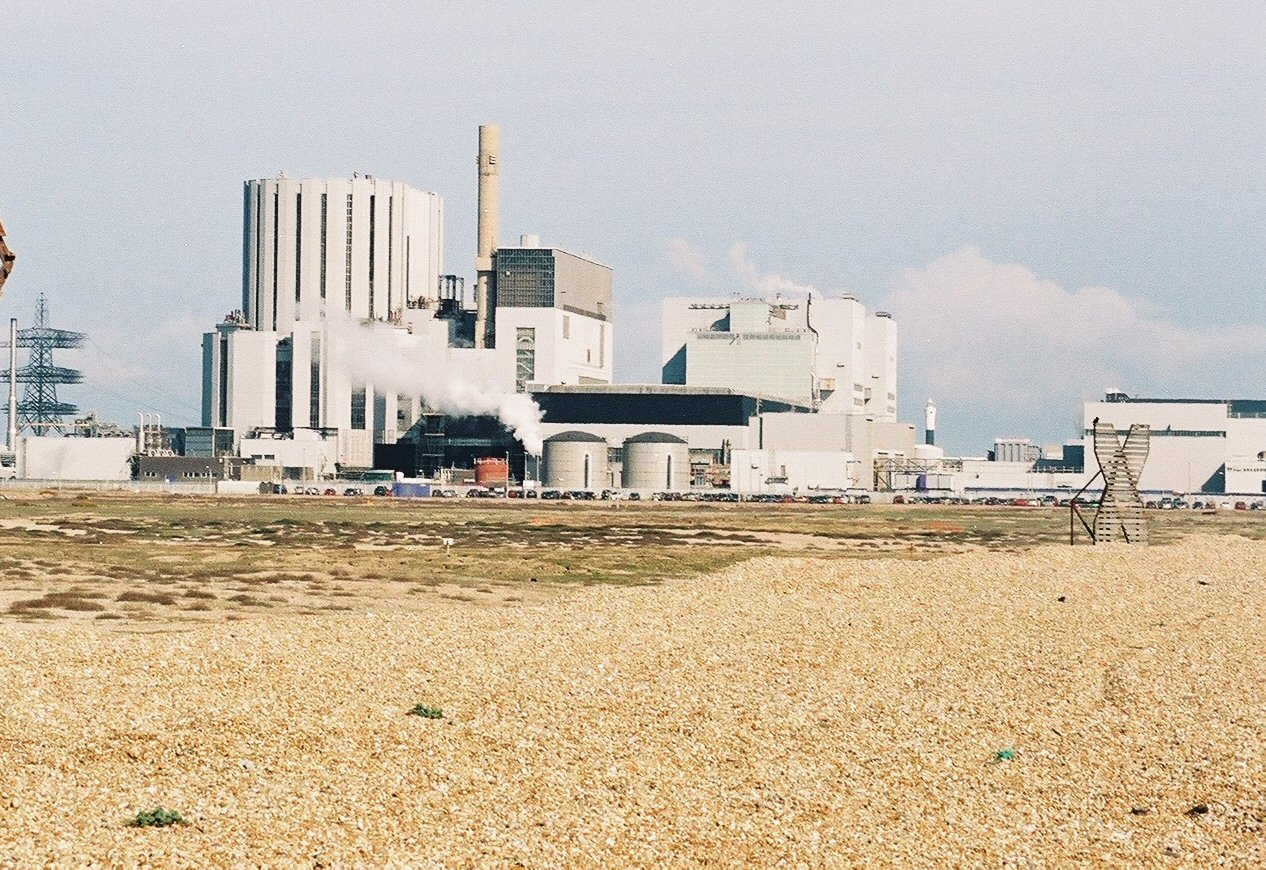
던지네스 B.

던지네스에는 "A"와 "B"로 식별되는 두 개의 원자력 발전소가 있는데, 첫 번째는 1965년에 건설되었고 두 번째는 1983년에 건설되었다. 이들은 특별 과학 흥미 지역으로 지정된 야생 동물 보호 구역 내에 있으며, 발전소의 방류로 인해 생성된 따뜻한 물에서 새들이 번성한다.
구형 발전소는 2006년 12월 31일에 폐쇄되었으며, 현 소유주인 EDF 에너지는 2021년 6월에 신형 발전소가 2018년 9월에 중단되었던 운전을 재개하지 않고 즉시 연료 추출 단계로 전환될 것이라고 발표했다.
더 이상 공개 방문자 센터는 없으며 발전소 투어도 이용할 수 없다.

### 작은 마을

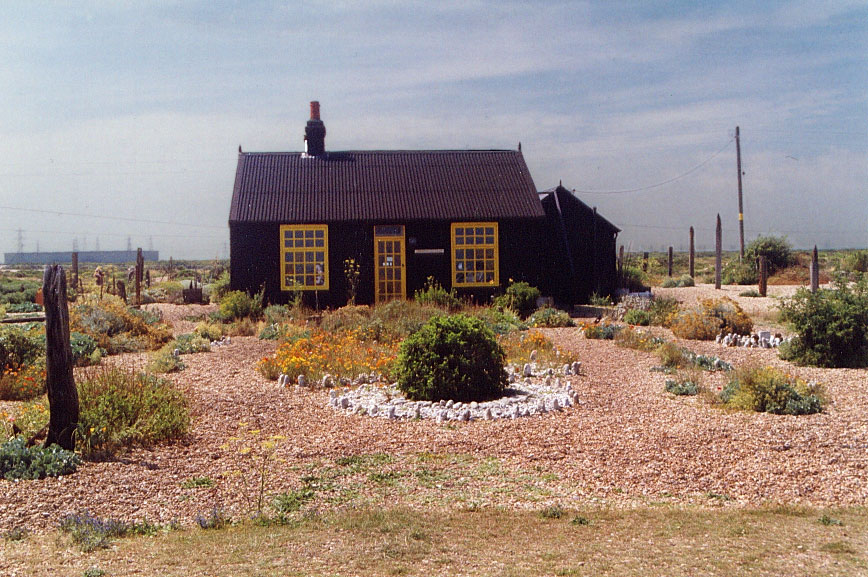
던지네스 프로스펙트 코티지, 2004년

발전소와 등대 외에도 주거지가 모여 있다. 대부분은 목재 판벽으로 된 해변 주택이지만, 1920년대에 오래된 철도 객차를 개조한 집도 약 30채 정도 있다. 이 집들은 해변에 배를 대고 사는 어부들이 소유하고 거주한다. 본 도로에 더 가까운 곳에는 이전에 해안 경비대원들이 세 들어 살던 5채의 집이 연결된 큰 건물이 있다. 발전소 부지 주변에는 더 많은 집들이 있다. 브리타니아(Britannia)와 파일럿(Pilot)이라는 두 개의 주점이 있으며, 후자는 1928년부터 1977년까지 파일럿 인 여객역에서 기차 서비스를 제공받았다. 자갈밭 곳곳에 있는 여러 상점에서 신선한 해산물을 구입할 수 있다.
주목할 만한 집으로는 고 예술가이자 영화감독인 데릭 자먼이 소유했던 프로스펙트 코티지가 있다. 이 코티지는 검은색으로 칠해져 있으며, 존 던의 "떠오르는 태양"의 일부인 시가 한쪽 면에 검은 글씨로 쓰여 있다. 이 반도의 황량하고 바람 부는 풍경을 반영하는 정원은 자갈, 유목, 고철, 그리고 몇몇 강인한 식물들로 이루어져 있다.

## 교통
던지네스는 북쪽의 뉴 롬니에서 해안을 따라 이어지는 도로와 북서쪽의 리드에서 이어지는 두 개의 도로로 접근할 수 있다. 두 도로는 파일럿 주점 근처에서 합류하며, 그곳에서 단일 도로가 던지네스 끝까지 남쪽으로 1마일(1.6km) 뻗어 있다.
던지네스는 롬니, 하이데 및 딤처치 철도, 즉 하이데에서 15 in (381 mm) 게이지로 13.5-마일 (21.7 km) 거리를 운행하는 경철도로도 접근할 수 있다. 1927년에 뉴 롬니까지 개통된 이 노선은 1년 뒤 던지네스역까지 연장되었다. 이 노선은 여전히 관광객들에게 서비스를 제공한다. 
이 반도에는 두 번째 표준궤 철도가 있었으나, 현재는 던지네스 도로에 인접하여 단절되었으며 발전소에서 폐기물을 운반하는 데만 사용된다. 이 철도는 이전에는 던지네스(별도의 지선을 통해 뉴 롬니도 포함)를 애플도어의 마쉬링크 선과의 분기점과 연결했다. 던지네스 구간은 1937년 7월 4일에 여객 운송이 중단되었고 1967년 3월 6일에 단절되었다.
런던 애쉬포드 공항으로도 알려진 리드 공항은 던지네스의 북서쪽에 위치한다. 던지네스의 독특한 경관과의 근접성으로 인한 반대에도 불구하고, 이 공항은 2014년에 보잉 737 또는 에어버스 A319 크기의 완전히 적재된 항공기를 처리할 수 있도록 활주로를 연장하는 허가를 받았다.

## 국방 용도

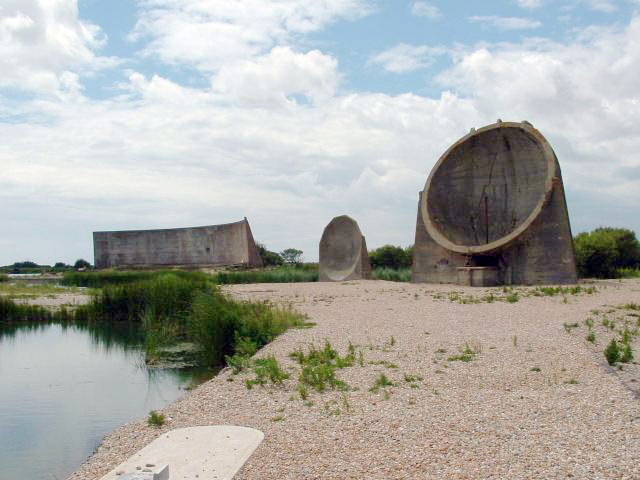
RAF 덴지의 음향 거울

해변과 습지는 군사 훈련에 사용되었으며 "위험 지역"으로 표시되어 있다. 제1차 세계 대전 당시 리드 캠프가 이곳에 있었다.
던지네스 곶의 북쪽 가장자리에 있는 옛 영국 왕립 공군 부지인 RAF 덴지는 "청취 귀"로 알려진 일련의 음향 거울이 있는 곳이다. 1928년에서 1930년 사이에 건설된 이 세 개의 거대한 콘크리트 구조물은 음파를 집중시켜 침입하는 항공기를 탐지하는 것을 목표로 하는 실험적인 조기 경보 시스템을 형성했다. 이 지역은 영국에서 가장 조용한 곳 중 하나로 선정되었다. 그들의 다양한 형태는 그들의 실험적 특성을 증명한다. 이들은 특히 효과적이지 않았으며 레이더가 사용 가능해지면서 버려졌다. 이 부지는 현재 왕립 조류 보호 협회에서 관리한다.
1944년, 플루토 작전에서 던지네스와 프랑스 사이에 세계 최초의 해저 송유관 중 일부가 부설되었다. 던지네스에서 시작된 송유관은 "덤보"라고 불리는 네트워크의 일부였으며 프랑스의 앰블레퇴즈까지 이어졌다.

## 던지네스 튜더 시대 선박
2022년 던지네스 덴지 채석장에서 16세기 선박의 잘 보존된 유적이 발견되었다.

## 미디어 등장
던지네스는 뮤직 비디오, 앨범 표지 및 광고에 자주 등장한다. 1981년 핑크 플로이드의 앨범 《A Collection of Great Dance Songs》 표지에 실렸다. 영국 밴드 더 수프 드래곤스는 1990년 히트곡 "I'm Free"와 1991년 후속 히트곡 "Mother Universe"의 뮤직 비디오를 던지네스에서 촬영했으며, 이 지역에서 밴드의 여러 사진 촬영도 있었다.
자갈 해변과 어부 오두막은 등대 가족의 1998년 노래 "하이" 홍보 영상에 광범위하게 등장한다. 던지네스의 음향 거울은 영국 인디 밴드 튜린 브레이크스의 앨범 《Ether Song》 표지에 실려 있다. 던지네스는 더 스릴즈의 《So Much for the City》와 알레드 존스의 《Aled》와 같이 다양한 앨범 표지에 등장한다. 프로디지의 싱글 "인베이더스 머스트 다이" 뮤직 비디오는 이곳에서 촬영되었으며 음향 거울과 등대가 모두 나온다. 2011년 영국 밴드 기예모츠의 노래 "Walk the River" 뮤직 비디오는 이 곶에서 촬영되었다. 2012년 니키 미나즈의 싱글 "프리덤"은 해변과 음향 거울을 배경으로 촬영되었다. 리투아니아 DJ 텐 월스의 히트 싱글 "코끼리와 걷기"의 뮤직 비디오는 이 곶과 주변 바다에서 촬영되었으며 이 지역의 주요 랜드마크가 많이 등장했다. 2016년, 더 월스도 싱글 "X21"의 뮤직 비디오를 촬영했다. 2020년, 낫띵 벗 시브즈의 싱글 "Impossible"의 뮤직 비디오는 부분적으로 해변에서 촬영되었다.
애슬리트의 앨범 《Vehicles and Animals》에는 이 지역에 대한 노래 "Dungeness"가 수록되어 있다. 겟 케이프. 웨어 케이프. 플라이는 그의 노래 "Lighthouse Keeper"에서 던지네스와 등대를 언급한다. 켄트 기반의 하드코어 펑크 밴드 November Coming Fire는 2006년에 앨범 《Dungeness》를 발매했으며, 해변의 파도 소리를 녹음한 "Powerstation"이라는 트랙이 포함되어 있다. 스코틀랜드 포크 밴드 트렘블링 벨스도 그들의 앨범 이름을 《Dungeness》로 지었다.
텔레비전에서는 디지털 채널 E4에서 던지네스의 풍경, 등대, 발전소가 광고 시간의 시작과 끝에 사용되었다. ITV 드라마 '독나무'(The Poison Tree)의 배경으로도 사용되었다. 이 지역은 BBC 탐정 드라마 인스펙터 린리 미스터리의 한 에피소드와 2007년 3월 이스트엔더스 스페셜의 주요 배경으로 등장했다. 1971년 1월 BBC는 닥터 후 4부작 시리즈 악소스의 발톱을 던지네스에서 촬영했다. 존 퍼트위가 세 번째 닥터로 출연한 이 이야기에서는 외계 우주선이 던지네스 해변의 자갈에 묻히는 장면이 나온다. 1981년 판타지 영화 4차원의 난장이 E.T는 "시간의 전설" 시퀀스를 이 해변에서 촬영했으며, 대니 보일의 2013년 영화 트랜스의 한 장면도 던지네스에서 촬영되었다.
1951년 영화 어둠의 사나이에서 등대와 기차역을 볼 수 있다. 마이클 윈터보텀 감독의 1998년 영화 광끼 (영화)의 대부분은 던지네스 안팎을 배경으로 하며, 주인공의 집은 목재 해변 오두막 중 하나였다. 데릭 자먼의 1990년 아방가르드 영화 더 가든은 던지네스를 배경으로 촬영되었다.

## 같이 보기
- 던지네스 해전, 제1차 영국-네덜란드 전쟁의 1652년 전투
- 던지네스, 워싱턴 – 던지네스의 이름을 따서 명명됨
- 던지네스게 – 워싱턴 던지네스의 이름을 따서 명명됨
- 마젤란 해협의 푼타 던지네스 – 던지네스의 이름을 따서 명명됨